# Brek Shea
Dane Brekken "Brek" Shea (født 28. februar 1990 i College Station, Texas) er en amerikansk fodboldspiller, der spiller på midtbanen hos Vancouver Whitecaps FC i Major League Soccer. Han har tidligere spillet i England hos Stoke, Barnsley og Birmingham. Hans første klub i karrieren var FC Dallas. Inden da havde han spillet fodbold i high school, men gik ikke på college.

## Landshold
Shea har (pr. april 2018) spillet 34 kampe og scoret fire mål for USA's landshold, som han debuterede for 12. oktober 2010 i en venskabskamp Colombia.